# Holhocea, Pidhaiți
Holhocea (în ucraineană Голгоча) este localitatea de reședință a comunei Holhocea din raionul Pidhaiți, regiunea Ternopil, Ucraina.

## Demografie
Componența lingvistică a localității Holhocea
     Ucraineană (99,81%)
     Alte limbi (0,19%)
Conform recensământului din 2001, majoritatea populației localității Holhocea era vorbitoare de ucraineană (99,81%), existând în minoritate și vorbitori de alte limbi.